# Mahmut Demir
Mahmut Demir, (21. ledna 1970 v Suluově, Turecko) je bývalý turecký zápasník – volnostylař, olympijský vítěz z roku 1996.

## Sportovní kariéra
Začínal s tradičním tureckým olejovým zápasem (Yağlı güreş). Ve 14 letech se seznámil s pravidly volného stylu a od 16 let byl členem juniorské turecké reprezentace. Připravoval se v Ankaře pod vedením Alaattina Yıldırıma a Nabi Bayrama. V seniorské reprezentaci se poprvé objevil v roce 1989. V roce 1992 startoval na olympijských hrách v Barceloně. V papírově slabší skupině A skončil na druhém místě potom co nezvládl zápas pátého kola proti Kanaďanu Jeffu Thuemu. Z druhého místa postoupil do boje o celkové třetí místo proti Gruzínci Davitu Gobedžišvilimu a po porážce obsadil 4. místo. V roce 1996 startoval na olympijských hrách v Atlantě. Hned v prvním kole z remizoval zápas s Osetem Merabem Valijevem a do druhého kola postoupil až po verdiktu sudích. V dalších kolech však potvrdil kvalitní přípravu, postoupil do finále, ve kterém porazil Alexeje Medveděva a získal zlatou olympijskou medaili. Byla to pro Turecko zlatá olympijské medaile z volného stylu po 28 letech. Po olympijských hrách ukončil působení v turecké reprezentaci. Věnuje se politické a funkcionářské činnosti.

## Výsledky
| Turnaj             | 1989            | 1990            | 1991            | 1992            | 1993            | 1994            | 1995            | 1996            |
| Turnaj             | 19              | 20              | 21              | 22              | 23              | 24              | 25              | 26              |
| Turnaj             | supertěžká váha | supertěžká váha | supertěžká váha | supertěžká váha | supertěžká váha | supertěžká váha | supertěžká váha | supertěžká váha |
| ------------------ | --------------- | --------------- | --------------- | --------------- | --------------- | --------------- | --------------- | --------------- |
| Olympijské hry     |                 |                 |                 | 4.              |                 |                 |                 | 1.              |
| Mistrovství světa  | 5.              | 7.              | 5.              |                 | —               | 1.              | 5.              |                 |
| Mistrovství Evropy | —               | 3.              | 3.              | 2.              | 1.              | 2.              | 1.              | 1.              |